# Brussels Hoofdstedelijk Parlement (samenstelling 2009-2014)
Dit is de lijst van volksvertegenwoordigers in het Brussels Hoofdstedelijk Parlement (BHP) voor de legislatuur 2009-2014. Het Brussels Hoofdstedelijk Parlement telt 89 leden: 72 ervan zijn Franstalige, de overige 17 Nederlandstalige.
Deze legislatuur volgt uit de Brusselse gewestverkiezingen van 7 juni 2009 en ging van start op 23 juni 2009. De legislatuur eindigde op 25 april 2014.
Tijdens deze legislatuur was de regering-Picqué IV in functie, die steunde op een meerderheid van PS, Ecolo, cdH en Open Vld, Groen en CD&V. In mei 2013 nam de regering-Vervoort I over. De oppositiepartijen zijn dus MR, sp.a, Vlaams Belang, N-VA en later ook FDF, dat zich afsplitst van de MR. 
De 72 Franstalige parlementsleden maken tevens deel uit van het Parlement francophone bruxellois (PFB) en de 17 Nederlandstalige parlementsleden van de Raad van de Vlaamse Gemeenschapscommissie (RVGC), die beslissingsrecht hebben over de gemeenschapsbevoegdheden die autonoom bestuurd worden door de Franse en Nederlandse taalgroep. Deze gemeenschapscommissies vormen samen de Verenigde Vergadering van de Gemeenschappelijke Gemeenschapscommissie (VVGGC), waar gemeenschapsbevoegdheden waarvoor gemeenschappelijke overeenstemming tussen beide taalgroepen vereist is worden besproken.

## Samenstelling
| Begin legislatuur (2009) | Begin legislatuur (2009) | Begin legislatuur (2009) | Einde legislatuur (2014) | Einde legislatuur (2014) | Einde legislatuur (2014) |
| Fractie                  | Fractie                  | Zetels                   | Fractie                  | Fractie                  | Zetels                   |
| ------------------------ | ------------------------ | ------------------------ | ------------------------ | ------------------------ | ------------------------ |
|                          | MR                       | 24                       |                          | PS                       | 20                       |
|                          | PS                       | 21                       |                          | Ecolo                    | 16                       |
|                          | Ecolo                    | 16                       |                          | MR                       | 14                       |
|                          | cdH                      | 11                       |                          | FDF                      | 11                       |
|                          | Open Vld                 | 4                        |                          | cdH                      | 10                       |
|                          | sp.a                     | 4                        |                          | Open Vld                 | 4                        |
|                          | Vlaams Belang            | 3                        |                          | sp.a                     | 4                        |
|                          | CD&V                     | 3                        |                          | Onafhankelijk            | 4                        |
|                          | Groen!                   | 2                        |                          | CD&V                     | 3                        |
|                          | N-VA                     | 1                        |                          | Groen!                   | 2                        |
|                          |                          |                          |                          | Vlaams Belang            | 1                        |
|                          |                          |                          |                          | N-VA                     | 1                        |

Wijzigingen in fractiesamenstelling:
- In 2010 verlaten Johan Demol en Greet Van Linter de Vlaams Belang-fractie. Ze zetelen sindsdien als onafhankelijken.
- In 2011 verlaat het FDF de MR-fractie. De elf FDF-verkozenen Michel Colson, Serge de Patoul, Emmanuel De Bock, Gisèle Mandaila Malamba, Didier Gosuin, Fatoumata Sidibé, Béatrice Fraiteur, Cécile Jodogne, Caroline Persoons, Isabelle Molenberg en Martine Payfa zetelen vanaf dan in de FDF-fractie. De MR-fractie telt vanaf dan 13 leden.
- In 2012 verlaat Danielle Caron de cdH-fractie. Daarna zetelde ze twee jaar als onafhankelijke, alvorens over te stappen naar de MR-fractie.
- In 2014 verlaat Sfia Bouarfa de PS-fractie. Sindsdien zetelt ze als onafhankelijke.

## Lijst van de parlementsleden
| Volksvertegenwoordiger   | Fractie       | Taalgroep  | Opmerkingen |
| ------------------------ | ------------- | ---------- | --- |
| Mohamed Azzouzi          | PS            | Frans      | |
| Sfia Bouarfa             | PS            | Frans      | Zetelt vanaf 3 februari 2014 als onafhankelijke. |
| Michèle Carthé           | PS            | Frans      | Vanaf 7 oktober 2013 voorzitter van de PS-fractie in het PFB en vanaf 7 oktober 2013 bijkomend lid van het Uitgebreid Bureau (BHP/VVGGC). |
| Mohammadi Chahid         | PS            | Frans      | Vervangt vanaf 17 juli 2009 Fadila Laanan, die minister in de Franse Gemeenschapsregering wordt. Eerder verving hij van 23 juni tot 16 juli 2009 Emir Kir, ontslagnemend staatssecretaris in de Brusselse Hoofdstedelijke Regering. |
| Philippe Close           | PS            | Frans      | Voorzitter van de commissie Infrastructuur, Openbare Werken en Verkeerswezen tot 20 oktober 2010 (BHP), van 21 oktober 2010 tot 16 januari 2014 voorzitter van de commissie Gezondheid (VVGGC) en vanaf 7 mei 2013 voorzitter van de PS-fractie (BHP/VVGGC). |
| Mohamed Daif             | PS            | Frans      | |
| Caroline Désir           | PS            | Frans      | |
| Béa Diallo               | PS            | Frans      | Voorzitter van de commissie Gezondheid (PFB). |
| Françoise Dupuis         | PS            | Frans      | Werd van 23 juni tot 16 juli 2009 als ontslagnemend minister in de Brusselse Hoofdstedelijke Regering vervangen door Catherine Moureaux. Dupuis is vanaf 16 juli 2009 parlementsvoorzitter (BHP/VVGGC) en voorzitter van de commissie Financiën, Begroting, Openbaar Ambt, Externe Betrekkingen en Algemene Zaken (BHP). |
| Ahmed El Ktibi           | PS            | Frans      | Voorzitter van de commissie Leefmilieu, Natuurbehoud, Waterbeleid en Energie vanaf 1 februari 2013 (BHP). |
| Nadia El Yousfi          | PS            | Frans      | Ondervoorzitter van het PFB. |
| Alain Hutchinson         | PS            | Frans      | Vervangt vanaf 23 juni 2009 Karine Lalieux, die verkiest om in de Kamer van volksvertegenwoordigers te blijven zetelen. Hutchinson was secretaris tot 31 mei 2013 (BHP/VVGGC). |
| Jamal Ikazban            | PS            | Frans      | Voorzitter van de commissie Infrastructuur, Openbare Werken en Verkeerswezen vanaf 20 oktober 2010 (BHP). |
| Emir Kir                 | PS            | Frans      | Werd als staatssecretaris in de Brusselse Hoofdstedelijke Regering van 23 juni tot 16 juli 2009 vervangen door Mohammadi Chahid, van 16 juni 2009 tot 16 juli 2010 door Olivia P'tito en van 16 juli 2010 tot 7 december 2012 opnieuw door Catherine Moureaux. P'tito was tot 30 juni 2013 secretaris van het PFB en van 19 oktober 2011 tot 30 juni 2013 bijkomend lid van het Uitgebreid Bureau (BHP/VVGGC). |
| Christian Magérus        | PS            | Frans      | Vervangt vanaf 16 oktober 2013 de overleden Anne-Sylvie Mouzon. Mouzon verving van 16 juli 2010 tot 16 oktober 2013 Fatiha Saïdi, die lid werd van de Belgische Senaat, en van 23 juni 2009 tot 16 juli 2010 Charles Picqué als minister in de Brusselse Hoofdstedelijke Regering. Mouzon was tot aan haar overlijden op 10 september 2013 voorzitter van de PS-fractie in het PFB, Fatiha Saïdi was tot 6 juli 2010 voorzitter van de commissie Gezondheid (VVGGC). |
| Catherine Moureaux       | PS            | Frans      | Vervangt vanaf 12 juli 2013 Rudi Vervoort, minister in de Brusselse Hoofdstedelijke Regering. Van 7 mei tot 12 juli 2013 werd Vervoort als minister in deze regering vervangen door Olivia P'tito, die ontslag nam nadat ze directeur-generaal van Bruxelles Formation werd. Eerder verving Moureaux van 16 juli 2010 tot 7 december 2012 staatssecretaris in de Brusselse Hoofdstedelijke Regering Emir Kir en van 23 juni tot 16 juli 2009 ontslagnemend minister in de Brusselse Hoofdstedelijke Regering Françoise Dupuis. Catherine Moureaux is vanaf 16 januari 2014 voorzitter van de commissie Gezondheid (VVGGC), Rudi Vervoort was voorzitter van de PS-fractie tot 7 mei 2013 (BHP/VVGGC), P'tito was tot 30 juni 2013 secretaris van het PFB en van 19 oktober 2011 tot 30 juni 2013 bijkomend lid van het Uitgebreid Bureau (BHP/VVGGC). |
| Mohamed Ouriaghli        | PS            | Frans      | |
| Emin Özkara              | PS            | Frans      | Vanaf 19 juli 2013 secretaris van het PFB. |
| Charles Picqué           | PS            | Frans      | Werd van 23 juni 2009 tot 16 juli 2010 als minister in de Brusselse Hoofdstedelijke Regering vervangen door Anne-Sylvie Mouzon en van 16 juli 2010 tot 7 mei 2013 door Olivia P'tito. Picqué is secretaris vanaf 31 mei 2013 (BHP/VVGGC), Mouzon was tot aan haar overlijden op 10 september 2013 voorzitter van de PS-fractie in het PFB, P'tito was tot 30 juni 2013 secretaris van het PFB en van 19 oktober 2011 tot 30 juni 2013 bijkomend lid van het Uitgebreid Bureau (BHP/VVGGC). |
| Freddy Thielemans        | PS            | Frans      | |
| Eric Tomas               | PS            | Frans      | Secretaris (BHP/VVGGC). |
| Aziz Albishari           | Ecolo         | Frans      | Secretaris vanaf 6 oktober 2009 (BHP/VVGGC). |
| Dominique Braeckman      | Ecolo         | Frans      | Vervangt vanaf 16 juli 2009 Christos Doulkeridis, die staatssecretaris in de Brusselse Hoofdstedelijke Regering wordt. Braeckman is vanaf 23 oktober 2009 ondervoorzitter van het PFB. |
| Jean-Claude Defossé      | Ecolo         | Frans      | |
| Céline Delforge          | Ecolo         | Frans      | Ondervoorzitter (BHP/VVGGC). |
| Anne Dirix               | Ecolo         | Frans      | Vanaf 7 oktober 2009 bijkomend lid van het Uitgebreid Bureau (BHP/VVGGC). |
| Anne Herscovici          | Ecolo         | Frans      | Voorzitter van de Ecolo-fractie (PFB). |
| Zakia Khattabi           | Ecolo         | Frans      | Ondervoorzitter tot 23 oktober 2009 (PFB). |
| Vincent Lurquin          | Ecolo         | Frans      | Voorzitter van de commissie Onderwijs, Opleiding, Cultuur, Toerisme, Sport en Schoolvervoer (PFB). |
| Alain Maron              | Ecolo         | Frans      | Secretaris tot 6 oktober 2009 (BHP/VVGGC). |
| Jacques Morel            | Ecolo         | Frans      | |
| Ahmed Mouhssin           | Ecolo         | Frans      | |
| Marie Nagy               | Ecolo         | Frans      | Voorzitter van de commissie Ruimtelijke Ordening, Stedenbouw en Grondbeleid (BHP). |
| Yaron Pesztat            | Ecolo         | Frans      | Vervangt vanaf 23 juni 2009 Evelyne Huytebroeck, minister in de Brusselse Hoofdstedelijke Regering. Pesztat is voorzitter van de Ecolo-fractie (BHP/VVGGC). |
| Arnaud Pinxteren         | Ecolo         | Frans      | |
| Magali Plovie            | Ecolo         | Frans      | Vervangt vanaf 20 december 2012 Vincent Vanhalewyn. Vanhalewyn zelf verving van 8 januari 2010 tot 19 december 2012 Sarah Turine, die partijvoorzitter van Ecolo wordt. |
| Barbara Trachte          | Ecolo         | Frans      | |
| Françoise Bertieaux      | MR            | Frans      | |
| Jacques Brotchi          | MR            | Frans      | |
| Anne Charlotte d'Ursel   | MR            | Frans      | |
| Olivier de Clippele      | MR            | Frans      | Voorzitter van de commissie Huisvesting en Stadsvernieuwing (BHP). |
| Alain Destexhe           | MR            | Frans      | |
| Vincent De Wolf          | MR            | Frans      | Ondervoorzitter tot 19 oktober 2011 (BHP/VVGGC) en voorzitter van de MR-fractie vanaf 19 oktober 2011 (BHP/VVGGC). |
| Willem Draps             | MR            | Frans      | Secretaris (BHP/VVGGC). |
| Marion Lemesre           | MR            | Frans      | Tot 21 oktober 2011 secretaris van het PFB en vanaf 21 oktober 2011 ondervoorzitter van het PFB. |
| Philippe Pivin           | MR            | Frans      | |
| Jacqueline Rousseaux     | MR            | Frans      | Vervangt vanaf 23 juni 2009 Corinne De Permentier, die verkiest om in de Kamer van volksvertegenwoordigers te blijven zetelen. |
| Françoise Schepmans      | MR            | Frans      | Ondervoorzitter (BHP/VVGGC) en voorzitter van de MR-fractie tot 9 januari 2013 (PFB). |
| Viviane Teitelbaum       | MR            | Frans      | |
| Gaëtan Van Goidsenhoven  | MR            | Frans      | Vervangt vanaf 23 juni 2009 Bernard Clerfayt (FDF), die verkiest om staatssecretaris in de Federale regering te blijven. Van Goidsenhoven is vanaf 9 januari 2013 voorzitter van de MR-fractie (PFB). |
| Michel Colson            | FDF           | Frans      | Vervangt vanaf 23 juni 2009 Olivier Maingain, die verkiest om in de Kamer van volksvertegenwoordigers te blijven zetelen. Colson was tot 21 oktober 2011 ondervoorzitter van het PFB en vanaf 21 oktober 2011 secretaris van het PFB. |
| Emmanuel De Bock         | FDF           | Frans      | Vervangt vanaf 5 februari 2010 Antoinette Spaak, die ontslag neemt om voor verjonging te zorgen. |
| Serge de Patoul          | FDF           | Frans      | Van 21 oktober 2011 tot 19 oktober 2012 voorzitter van de FDF-fractie (PFB). |
| Béatrice Fraiteur        | FDF           | Frans      | |
| Didier Gosuin            | FDF           | Frans      | Voorzitter van de MR-fractie tot 19 oktober 2011 (BHP/VVGGC) en voorzitter van de FDF-fractie vanaf 19 oktober 2011 (BHP/VVGGC). |
| Cécile Jodogne           | FDF           | Frans      | |
| Gisèle Mandaila Malamba  | FDF           | Frans      | Secretaris vanaf 17 oktober 2012 (BHP/VVGGC). |
| Isabelle Molenberg       | FDF           | Frans      | |
| Martine Payfa            | FDF           | Frans      | Voorzitter van de commissie Binnenlandse Zaken (BHP) en vanaf 17 oktober 2012 ondervoorzitter (BHP/VVGGC). |
| Caroline Persoons        | FDF           | Frans      | Secretaris tot 17 oktober 2012 (BHP/VVGGC). |
| Fatoumata Sidibé         | FDF           | Frans      | Vervangt vanaf 23 juni 2009 Armand De Decker (MR), die verkiest om in de Belgische Senaat te blijven zetelen. Sidibé is voorzitter van de commissie Sociale Zaken (PFB) en vanaf 19 oktober 2012 voorzitter van de FDF-fractie in het PFB |
| Danielle Caron           | cdH           | Frans      | Vervangt vanaf 8 maart 2013 Céline Fremault, die minister in de Brusselse Hoofdstedelijke Regering wordt. Eerder verving Caron van 23 juni 2009 tot 8 maart 2013 minister in de Brusselse Hoofdstedelijke Regering Benoît Cerexhe. Caron zetelde van 21 mei 2012 tot 4 april 2014 als onafhankelijke en maakte vanaf die laatste datum deel uit van de MR-fractie. Céline Fremault was voorzitter van de cdH-fractie van 22 januari 2010 tot 8 maart 2013 (BHP/VVGGC). |
| Benoît Cerexhe           | cdH           | Frans      | Werd van 23 juni 2009 tot 8 maart 2013 als minister in de Brusselse Hoofdstedelijke Regering vervangen door Danielle Caron. Cerexhe is voorzitter van de cdH-fractie vanaf 8 maart 2013 (BHP/VVGGC). |
| Julie De Groote          | cdH           | Frans      | Vervangt vanaf 23 juni 2009 Francis Delpérée, die verkiest om in de Belgische Senaat te blijven zetelen. De Groote is vanaf 16 juli 2009 tot 22 april 2013 voorzitter van het PFB en was tevens tot 22 april 2013 voorzitter van de commissie Begroting, Administratie, Internationale Betrekkingen en Residuaire Bevoegdheden (PFB). |
| Hervé Doyen              | cdH           | Frans      | Vervangt vanaf 23 juni 2009 Joëlle Milquet, die verkiest om minister in de Federale regering te blijven. Doyen was van 19 november 2009 tot 19 oktober 2011 voorzitter van de commissie Leefmilieu, Natuurbehoud, Waterbeleid en Energie (BHP) en is secretaris vanaf 7 mei 2013, een ambt dat hij eerder uitoefende van 19 oktober 2011 tot 17 oktober 2012 (BHP/VVGGC). |
| André du Bus de Warnaffe | cdH           | Frans      | Voorzitter van de commissie Leefmilieu, Natuurbehoud, Waterbeleid en Energie tot 19 november 2009 (BHP) en voorzitter van de cdH-fractie tot 22 januari 2010 (BHP/VVGGC). |
| Hamza Fassi-Fihri        | cdH           | Frans      | Vanaf 26 april 2013 voorzitter van het PFB en voorzitter van de commissie Begroting, Administratie, Internationale Betrekkingen en Residuaire Bevoegdheden (PFB). |
| Ahmed El Khannouss       | cdH           | Frans      | Voorzitter van de commissie Leefmilieu, Natuurbehoud, Waterbeleid en Energie van 26 oktober 2011 tot 1 februari 2013 (BHP). |
| Bertin Mampaka Mankamba  | cdH           | Frans      | Secretaris tot 19 oktober 2011 (BHP/VVGGC), ondervoorzitter van 19 oktober 2011 tot 17 oktober 2012 (BHP/VVGGC) en secretaris van 17 oktober 2012 tot 7 mei 2013 (BHP/VVGGC). |
| Pierre Migisha           | cdH           | Frans      | |
| Mahinur Ozdemir          | cdH           | Frans      | |
| Joël Riguelle            | cdH           | Frans      | Voorzitter van de cdH-fractie in het PFB. |
| Els Ampe                 | Open Vld      | Nederlands | Voorzitter van de Open Vld-fractie in het BHP en de VVGGC en tot 8 maart 2013 voorzitter van de Open Vld-fractie in de RVGC. |
| René Coppens             | Open Vld      | Nederlands | Vervangt vanaf 23 juni 2009 Guy Vanhengel, minister in de Brusselse Hoofdstedelijke Regering. Coppens is secretaris van het BHP en de VVGGC en was tot 23 december 2011 secretaris van de RVGC, een functie die hij vanaf 15 maart 2013 weer uitoefende. |
| Herman Mennekens         | Open Vld      | Nederlands | Vervangt vanaf 12 december 2013 Jean-Luc Vanraes, die ondervoorzitter wordt van de investeringsmaatschappij GIMB. Eerder verving Mennekens van 17 juli 2009 tot 16 december 2011 ook Jean-Luc Vanraes als minister in de Brusselse Hoofdstedelijke Regering. Mennekens is secretaris vanaf 12 december 2013, een ambt dat hij ook uitoefende van 17 juli 2009 tot 16 december 2011, (BHP/VVGGC) en is vanaf 20 december 2013 voorzitter van de Open Vld-fractie in de RVGC. Zijn voorganger Jean-Luc Vanraes was van 23 december 2011 tot 12 december 2013 voorzitter van de RVGC, alsook voorzitter van de commissie Algemene Zaken, Financiën, Begroting en Media in de RVGC. |
| Carla Dejonghe           | Open Vld      | Nederlands | Secretaris tot 16 juli 2009 en van 16 december 2011 tot 12 december 2013 (BHP/VVGGC), van 16 juli 2009 tot 23 december 2011 voorzitter van de RVGC, van 23 december 2011 tot 15 maart 2013 secretaris van de RVGC en van 8 maart tot 20 december 2013 voorzitter van de Open Vld-fractie in de RVGC en vanaf 20 december 2013 opnieuw voorzitter van de RVGC. Dejonghe was eveneens tot 23 december 2011 en opnieuw vanaf 20 december 2013 voorzitter van de commissie Algemene Zaken, Financiën, Begroting en Media (RVGC). |
| Fouad Ahidar             | sp.a          | Nederlands | Secretaris tot 1 december 2012 (BHP/VVGGC), voorzitter van de sp.a-fractie in de RVGC tot 1 december 2012, voorzitter van de sp.a-fractie in het BHP en de VVGGC vanaf 1 december 2012 en secretaris van de RVGC vanaf 1 december 2012. |
| Sophie Brouhon           | sp.a          | Nederlands | Secretaris van de RVGC en vanaf 1 december 2012 secretaris van het BHP en de VVGGC. |
| Elke Roex                | sp.a          | Nederlands | Voorzitter van de sp.a-fractie tot 1 december 2012 (BHP/VVGGC) en voorzitter van de commissie Welzijn, Gezondheid en Gezin (RVGC). |
| Jef Van Damme            | sp.a          | Nederlands | Vervangt vanaf 23 juni 2009 Pascal Smet, die minister in de Vlaamse Regering wordt. Van Damme was secretaris van de RVGC tot 1 december 2012 en is vanaf 1 december 2012 voorzitter van de sp.a-fractie in de RVGC. |
| Dominiek Lootens-Stael   | Vlaams Belang | Nederlands | Voorzitter van de Vlaams Belang-fractie (BHP/VVGGC/RVGC). |
| Greet Van Linter         | Vlaams Belang | Nederlands | Zetelt vanaf 12 mei 2010 als onafhankelijke in het BHP en zetelde van 20 mei tot 15 november 2010 als onafhankelijke in de RVGC, waar Van Linter vanaf 15 november 2010 deel uitmaakt van de fractie Vlaamse Democraten. Van Linter was secretaris tot 22 oktober 2010 (RVGC) en is vanaf 15 november 2010 voorzitter van de Vlaamse Democraten-fractie in de RVGC. Daarnaast was ze tot 28 mei 2010 voorzitter van de commissie Cultuur, Jeugd en Sport (RVGC). |
| Johan Demol              | Vlaams Belang | Nederlands | Zetelt vanaf 12 mei 2010 als onafhankelijke in het BHP en zetelde van 20 mei tot 15 november 2010 als onafhankelijke in de RVGC, waar Demol vanaf 15 november 2010 deel uitmaakt van de fractie Vlaamse Democraten. Demol was secretaris van het BHP en de VVGGC tot 20 oktober 2010 en is vanaf 21 oktober 2011 secretaris van de RVGC. |
| Bianca Debaets           | CD&V          | Nederlands | Vervangt vanaf 23 juni 2009 Paul Delva, die besluit om in het Vlaams Parlement te gaan zetelen. Debaets is vanaf 18 juli 2009 secretaris van de RVGC. Tevens voorzitter van de commissie Onderwijs en Vorming (RVGC). |
| Brigitte De Pauw         | CD&V          | Nederlands | Vervangt vanaf 23 juni 2009 Steven Vanackere, die verkiest om minister in de Federale regering te blijven. De Pauw is voorzitter van de CD&V-fractie (BHP/VVGGC/RVGC) en was secretaris van de RVGC tot 17 juli 2009. |
| Walter Vandenbossche     | CD&V          | Nederlands | Vervangt vanaf 16 juli 2009 Brigitte Grouwels, die minister in de Brusselse Hoofdstedelijke Regering wordt. Vandenbossche is ondervoorzitter (BHP/VVGGC) en voorzitter van de commissie Economische Zaken (BHP). |
| Annemie Maes             | Groen!        | Nederlands | Voorzitter van de Groen!/Groen-fractie (BHP/VVGGC) en ondervoorzitter van de RVGC. Daarnaast vanaf 8 juni 2010 voorzitter van de commissie Cultuur, Jeugd en Sport (RVGC). |
| Elke Van den Brandt      | Groen!        | Nederlands | Vervangt vanaf 16 juli 2009 Bruno De Lille, die staatssecretaris in de Brusselse Hoofdstedelijke Regering wordt. Van den Brandt is vanaf 16 juli 2009 voorzitter van de Groen!/Groen-fractie in de RVGC, voorzitter van de commissie Sociale Zaken (VVGGC) en vanaf 21 oktober 2010 secretaris (BHP/VVGGC). Haar voorganger Bruno De Lille was voorzitter van de Groen!-fractie in de RVGC tot 16 juli 2009. |
| Paul De Ridder           | N-VA          | Nederlands | Voorzitter van de N-VA-fractie (BHP/VVGGC/RVGC). |